# Scotopteryx mucronata
Scotopteryx mucronata é uma espécie de insetos lepidópteros, mais especificamente de traças, pertencente à família Geometridae, que pode ser encontrada na maioria da Europa.
A autoridade científica da espécie é Scopoli, tendo sido descrita no ano de 1763.
Trata-se de uma espécie presente no território português.
Tem uma envergadura de asas de 30–38 mm. Os adultos ocorrem de Maio a Junho, numa geração por ano.
As larvas alimentam-se de plantas do género Ulex e Cytisus.